# 2e étape du Tour de France 1996
Pour un article plus général, voir Tour de France 1996.
La 2e étape du Tour de France 1996 a eu lieu le 1er juillet 1996 entre la ville de Bois-le-Duc aux Pays-Bas et celle de Wasquehal sur une distance de 247,5 km. Elle a été remportée au sprint par l'Italien Mario Cipollini (Saeco-Estro-AS Juvenes San Marino) devant le Néerlandais Jeroen Blijlevens (TVM-Farm Frites) et le Tchèque Ján Svorada (Panaria-Vinavil). Le Suisse Alex Zülle (ONCE) conserve son maillot jaune de leader à l'issue de l'étape.

## Déroulement

### Points distribués
| Sprint intermédiaire Goirle (km 31) | Sprint intermédiaire Goirle (km 31) | Sprint intermédiaire Goirle (km 31) | Sprint intermédiaire Goirle (km 31) | Sprint intermédiaire Goirle (km 31) |
| ----------------------------------- | ----------------------------------- | ----------------------------------- | ----------------------------------- | ----------------------------------- |
|                                     | Coureur                             | Pays                                | Équipe                              | Point(s)                            |
| 1er                                 | Frédéric Moncassin                  | France                              | Gan                                 | 6                                   |
| 2e                                  | Mauro Bettin                        | Italie                              | Refin-Mobilvetta                    | 4                                   |
| 3e                                  | Djamolidine Abdoujaparov            | Ouzbékistan                         | Refin-Mobilvetta                    | 2                                   |
| modifier                            |                                     |                                     |                                     |                                     |

| Sprint intermédiaire Gand (km 155.5) | Sprint intermédiaire Gand (km 155.5) | Sprint intermédiaire Gand (km 155.5) | Sprint intermédiaire Gand (km 155.5) | Sprint intermédiaire Gand (km 155.5) |
| ------------------------------------ | ------------------------------------ | ------------------------------------ | ------------------------------------ | ------------------------------------ |
|                                      | Coureur                              | Pays                                 | Équipe                               | Point(s)                             |
| 1er                                  | Johan Museeuw                        | Belgique                             | Mapei                                | 6                                    |
| 2e                                   | Léon van Bon                         | Pays-Bas                             | Rabobank                             | 4                                    |
| 3e                                   | Dario Bottaro                        | Italie                               | Gewiss-Playbus                       | 2                                    |
| modifier                             |                                      |                                      |                                      |                                      |

| Sprint intermédiaire Dottignies (km 225.5) | Sprint intermédiaire Dottignies (km 225.5) | Sprint intermédiaire Dottignies (km 225.5) | Sprint intermédiaire Dottignies (km 225.5) | Sprint intermédiaire Dottignies (km 225.5) |
| ------------------------------------------ | ------------------------------------------ | ------------------------------------------ | ------------------------------------------ | ------------------------------------------ |
|                                            | Coureur                                    | Pays                                       | Équipe                                     | Point(s)                                   |
| 1er                                        | Rossano Brasi                              | Italie                                     | Équipe cycliste Polti                      | 6                                          |
| 2e                                         | Jan Svorada                                | Tchéquie                                   | Panaria-Vinavil                            | 4                                          |
| 3e                                         | Frédéric Moncassin                         | France                                     | Gan                                        | 2                                          |
| modifier                                   |                                            |                                            |                                            |                                            |

| Arrivée d'étape Wasquehal | Arrivée d'étape Wasquehal | Arrivée d'étape Wasquehal | Arrivée d'étape Wasquehal         | Arrivée d'étape Wasquehal |
| ------------------------- | ------------------------- | ------------------------- | --------------------------------- | ------------------------- |
|                           | Coureur                   | Pays                      | Équipe                            | Point(s)                  |
| 1er                       | Mario Cipollini           | Italie                    | Saeco-Estro-AS Juvenes San Marino | 35                        |
| 2e                        | Jeroen Blijlevens         | Pays-Bas                  | TVM-Farm Frites                   | 30                        |
| 3e                        | Jan Svorada               | Tchéquie                  | Panaria-Vinavil                   | 26                        |
| 4e                        | Frédéric Moncassin        | France                    | Gan                               | 24                        |
| 5e                        | Christophe Capelle        | France                    | Deutsche Telekom                  | 22                        |
| 6e                        | Erik Zabel                | Allemagne                 | Aubervilliers 93-Peugeot          | 20                        |
| 7e                        | Mario Traversoni          | Italie                    | Carrera Jeans                     | 19                        |
| 8e                        | Andrea Ferrigato          | Italie                    | Roslotto-ZG Mobili                | 18                        |
| 9e                        | Claudio Camin             | Italie                    | Brescialat-Verynet                | 17                        |
| 10e                       | Kaspars Ozers             | Lettonie                  | Équipe cycliste Motorola          | 16                        |
| modifier                  |                           |                           |                                   |                           |

| Mont de l'Enclus (km 207.5) 4e catégorie | Mont de l'Enclus (km 207.5) 4e catégorie | Mont de l'Enclus (km 207.5) 4e catégorie | Mont de l'Enclus (km 207.5) 4e catégorie | Mont de l'Enclus (km 207.5) 4e catégorie |
| ---------------------------------------- | ---------------------------------------- | ---------------------------------------- | ---------------------------------------- | ---------------------------------------- |
|                                          | Coureur                                  | Pays                                     | Équipe                                   | Point(s)                                 |
| 1er                                      | Danny Nelissen                           | Pays-Bas                                 | Rabobank                                 | 5                                        |
| 2e                                       | Jacky Durand                             | France                                   | Agrigel-La Creuse                        | 3                                        |
| 3e                                       | Ivan Cerioli                             | Italie                                   | Gewiss-Playbus                           | 1                                        |
| modifier                                 |                                          |                                          |                                          |                                          |

## Classement de l'étape
| \| Classement de l'étape \| Classement de l'étape \| Classement de l'étape \| Classement de l'étape \| Classement de l'étape \| \| Coureur \| Coureur \| Pays \| Équipe \| Temps \| \| --------------------- \| --------------------- \| --------------------- \| --------------------------------- \| --------------------- \| \| 1er \| Mario Cipollini \| Italie \| Saeco-Estro-AS Juvenes San Marino \| 6 h 29 min 22 s \| \| 2e \| Jeroen Blijlevens \| Pays-Bas \| TVM-Farm Frites \| + 0 s \| \| 3e \| Ján Svorada \| Tchéquie \| Panaria-Vinavil \| + 0 s \| \| 4e \| Frédéric Moncassin \| France \| Gan \| + 0 s \| \| 5e \| Christophe Capelle \| France \| Aubervilliers 93-Peugeot \| + 0 s \| \| 6e \| Erik Zabel \| Allemagne \| Deutsche Telekom \| + 0 s \| \| 7e \| Mario Traversoni \| Italie \| Carrera Jeans \| + 0 s \| \| 8e \| Andrea Ferrigato \| Italie \| Roslotto-ZG Mobili \| + 0 s \| \| 9e \| Claudio Camin \| Italie \| Brescialat-Verynet \| + 0 s \| \| 10e \| Kaspars Ozers \| Lettonie \| Motorola \| + 0 s \| |                    |           |                                   |                 |
| |                    |           |                                   |                 |
| |                    |           |                                   |                 |
| Classement de l'étape |                    |           |                                   |                 |
| Coureur | Coureur            | Pays      | Équipe                            | Temps           |
| 1er | Mario Cipollini    | Italie    | Saeco-Estro-AS Juvenes San Marino | 6 h 29 min 22 s |
| 2e | Jeroen Blijlevens  | Pays-Bas  | TVM-Farm Frites                   | + 0 s           |
| 3e | Ján Svorada        | Tchéquie  | Panaria-Vinavil                   | + 0 s           |
| 4e | Frédéric Moncassin | France    | Gan                               | + 0 s           |
| 5e | Christophe Capelle | France    | Aubervilliers 93-Peugeot          | + 0 s           |
| 6e | Erik Zabel         | Allemagne | Deutsche Telekom                  | + 0 s           |
| 7e | Mario Traversoni   | Italie    | Carrera Jeans                     | + 0 s           |
| 8e | Andrea Ferrigato   | Italie    | Roslotto-ZG Mobili                | + 0 s           |
| 9e | Claudio Camin      | Italie    | Brescialat-Verynet                | + 0 s           |
| 10e | Kaspars Ozers      | Lettonie  | Motorola                          | + 0 s           |

## Classement général
Au classement général, le Suisse Alex Zülle (ONCE) conserve son maillot jaune de leader. Il devance le Français Frédéric Moncassin (Gan) qui avec les différentes bonifications prises en cours d'étape gagne deux places et se rapproche à une seconde du leader et le Russe Evgueni Berzin (Gewiss-Playbus).
| \| Classement général \| Classement général \| Classement général \| Classement général \| Classement général \| \| Coureur \| Coureur \| Pays \| Équipe \| Temps \| \| ------------------ \| ------------------ \| ------------------ \| ------------------ \| ------------------ \| \| 1er \| Alex Zülle \| Suisse \| ONCE \| 11 h 40 min 16 s \| \| 2e \| Frédéric Moncassin \| France \| Gan \| + 1 s \| \| 3e \| Evgueni Berzin \| Russie \| Gewiss-Playbus \| + 3 s \| \| 4e \| Abraham Olano \| Espagne \| Mapei-GB \| + 7 s \| \| 5e \| Bjarne Riis \| Danemark \| Deutsche Telekom \| + 11 s \| \| 6e \| Miguel Indurain \| Espagne \| Banesto \| + 12 s \| \| 7e \| Laurent Jalabert \| France \| ONCE \| + 15 s \| \| 8e \| Chris Boardman \| Royaume-Uni \| Gan \| + 17 s \| \| 9e \| Tony Rominger \| Suisse \| Mapei-GB \| + 19 s \| \| 10e \| Melchor Mauri \| Espagne \| ONCE \| + 21 s \| |                    |             |                  |                  |
| |                    |             |                  |                  |
| |                    |             |                  |                  |
| Classement général |                    |             |                  |                  |
| Coureur | Coureur            | Pays        | Équipe           | Temps            |
| 1er | Alex Zülle         | Suisse      | ONCE             | 11 h 40 min 16 s |
| 2e | Frédéric Moncassin | France      | Gan              | + 1 s            |
| 3e | Evgueni Berzin     | Russie      | Gewiss-Playbus   | + 3 s            |
| 4e | Abraham Olano      | Espagne     | Mapei-GB         | + 7 s            |
| 5e | Bjarne Riis        | Danemark    | Deutsche Telekom | + 11 s           |
| 6e | Miguel Indurain    | Espagne     | Banesto          | + 12 s           |
| 7e | Laurent Jalabert   | France      | ONCE             | + 15 s           |
| 8e | Chris Boardman     | Royaume-Uni | Gan              | + 17 s           |
| 9e | Tony Rominger      | Suisse      | Mapei-GB         | + 19 s           |
| 10e | Melchor Mauri      | Espagne     | ONCE             | + 21 s           |

## Classements annexes
| Classement par points | Classement par points | Classement par points | Classement par points | Classement par points |
| Coureur               | Coureur               | Pays                  | Équipe                | Points                |
| --------------------- | --------------------- | --------------------- | --------------------- | --------------------- |
| 1er                   | Ján Svorada           | Tchéquie              | Panaria-Vinavil       | 68 pts                |
| 2e                    | Frédéric Moncassin    | France                | Gan                   | 67 pts                |
| 3e                    | Jeroen Blijlevens     | Pays-Bas              | TVM-Farm Frites       | 60 pts                |
| 4e                    | Mario Traversoni      | Italie                | Carrera Jeans         | 47 pts                |
| 5e                    | Erik Zabel            | Allemagne             | Deutsche Telekom      | 42 pts                |

| Classement par points | Classement par points | Classement par points | Classement par points | Classement par points |
| Coureur               | Coureur               | Pays                  | Équipe                | Points                |
| --------------------- | --------------------- | --------------------- | --------------------- | --------------------- |
| 1er                   | Ján Svorada           | Tchéquie              | Panaria-Vinavil       | 68 pts                |
| 2e                    | Frédéric Moncassin    | France                | Gan                   | 67 pts                |
| 3e                    | Jeroen Blijlevens     | Pays-Bas              | TVM-Farm Frites       | 60 pts                |
| 4e                    | Mario Traversoni      | Italie                | Carrera Jeans         | 47 pts                |
| 5e                    | Erik Zabel            | Allemagne             | Deutsche Telekom      | 42 pts                |

| Classement de la montagne | Classement de la montagne | Classement de la montagne | Classement de la montagne | Classement de la montagne |
| Coureur                   | Coureur                   | Pays                      | Équipe                    | Points                    |
| ------------------------- | ------------------------- | ------------------------- | ------------------------- | ------------------------- |
| 1er                       | Danny Nelissen            | Pays-Bas                  | Rabobank                  | 5 pts                     |
| 2e                        | Jacky Durand              | France                    | Agrigel-La Creuse         | 3 pts                     |
| 3e                        | Ivan Cerioli              | Italie                    | Gewiss-Playbus            | 1 pt                      |

| Classement de la montagne | Classement de la montagne | Classement de la montagne | Classement de la montagne | Classement de la montagne |
| Coureur                   | Coureur                   | Pays                      | Équipe                    | Points                    |
| ------------------------- | ------------------------- | ------------------------- | ------------------------- | ------------------------- |
| 1er                       | Danny Nelissen            | Pays-Bas                  | Rabobank                  | 5 pts                     |
| 2e                        | Jacky Durand              | France                    | Agrigel-La Creuse         | 3 pts                     |
| 3e                        | Ivan Cerioli              | Italie                    | Gewiss-Playbus            | 1 pt                      |

| Classement du meilleur jeune | Classement du meilleur jeune | Classement du meilleur jeune | Classement du meilleur jeune | Classement du meilleur jeune |
| Coureur                      | Coureur                      | Pays                         | Équipe                       | Temps                        |
| ---------------------------- | ---------------------------- | ---------------------------- | ---------------------------- | ---------------------------- |
| 1er                          | Paolo Savoldelli             | Italie                       | Roslotto-ZG Mobili           | 11 h 40 min 45 s             |
| 2e                           | Jeroen Blijlevens            | Pays-Bas                     | TVM-Farm Frites              | + 1 s                        |
| 3e                           | Jan Ullrich                  | Allemagne                    | Deutsche Telekom             | + 4 s                        |
| 4e                           | Stéphane Heulot              | France                       | Gan                          | + 7 s                        |
| 5e                           | Nico Mattan                  | Belgique                     | Lotto-Isoglass               | + 14 s                       |

| Classement du meilleur jeune | Classement du meilleur jeune | Classement du meilleur jeune | Classement du meilleur jeune | Classement du meilleur jeune |
| Coureur                      | Coureur                      | Pays                         | Équipe                       | Temps                        |
| ---------------------------- | ---------------------------- | ---------------------------- | ---------------------------- | ---------------------------- |
| 1er                          | Paolo Savoldelli             | Italie                       | Roslotto-ZG Mobili           | 11 h 40 min 45 s             |
| 2e                           | Jeroen Blijlevens            | Pays-Bas                     | TVM-Farm Frites              | + 1 s                        |
| 3e                           | Jan Ullrich                  | Allemagne                    | Deutsche Telekom             | + 4 s                        |
| 4e                           | Stéphane Heulot              | France                       | Gan                          | + 7 s                        |
| 5e                           | Nico Mattan                  | Belgique                     | Lotto-Isoglass               | + 14 s                       |

| Classement par équipes | Classement par équipes | Classement par équipes | Classement par équipes |
| Équipe                 | Équipe                 | Pays                   | Temps                  |
| ---------------------- | ---------------------- | ---------------------- | ---------------------- |
| 1re                    | ONCE                   | Espagne                | 35 h 01 min 24 s       |
| 2e                     | Mapei-GB               | Italie                 | + 31 s                 |
| 3e                     | Gan                    | France                 | + 35 s                 |
| 4e                     | Gewiss-Playbus         | Italie                 | + 39 s                 |
| 5e                     | Rabobank               | Pays-Bas               | + 47 s                 |

| Classement par équipes | Classement par équipes | Classement par équipes | Classement par équipes |
| Équipe                 | Équipe                 | Pays                   | Temps                  |
| ---------------------- | ---------------------- | ---------------------- | ---------------------- |
| 1re                    | ONCE                   | Espagne                | 35 h 01 min 24 s       |
| 2e                     | Mapei-GB               | Italie                 | + 31 s                 |
| 3e                     | Gan                    | France                 | + 35 s                 |
| 4e                     | Gewiss-Playbus         | Italie                 | + 39 s                 |
| 5e                     | Rabobank               | Pays-Bas               | + 47 s                 |